# Матильда Вестфальська
Матильда Вестфальська (Матильда Рінгельгаймська або свята Матильда; нім. Mathilde die Heilige; бл. 895, Енгер — 14 березня 968, Кведлінбург) — німецька королева, з 909 року дружина (друга) короля Генріха I Птахолова. Свята католицької церкви (день пам'яті — 14 березня).

## Біографія
Матильда була дочкою Вестфальського графа Дітріха Рінгельгаймського і його дружини Рейнгільди. Біографи зводять її походження по батькові до стародавнього саксонського вождя Відукінда. Її мати Рейнгільда, згідно «Житія Св. Матильди», була благородною жінкою данського і фризького походження. Молодою дівчиною вона була поміщена в монастир Герфорд. Завдяки своїй красі і побожності була вибрана герцогом Саксонським Оттоном I  нареченою для його сина майбутнього герцога і короля Генріха I.
Як дружина Генріха була герцогинею Саксонською (912—936) і королевою Німеччини (919—936). У шлюбі у подружжя народилося п'ятеро дітей. Після смерті чоловіка Матильда залишалася при дворі Оттона I, активно займалася благодійністю, заснуванням монастирів і богоугодних закладів. Радники Оттона звинуватили Матильду в марнотратності і виснаженні державної скарбниці, після чого вона була заслана в монастир в Енгера. Проте незабаром вона була повернута до двору завдяки заступництву першої дружини Оттона Едіт Англійської.
Матильда була канонізована за свою благодійну діяльність і заснування численних монастирів і релігійних центрів у Саксонії і Тюрінгії. Найбільшим з заснованих Матільдою був монастир в Кведлінбурзі, що став центром богословської та світської науки Німеччини періоду правління Саксонської династії, а згодом центром поклоніння Святий Матильди, так як саме тут вона і була похована.

## Родина
Чоловік — Генріх I Птахолов (876—936), герцог Саксонії з 912 року, король Східного Франкського королівства (Німеччини)  з 919 року.
Діти:
- Гедвига Саксонська (910—965) — ружина Гуго Великого
- Оттон I Великий (912—973);
- Герберга Саксонська (913—969) — дружина Людовика IV Заморського
- Генріх I Баварський (919 / 921—955);
- Бруно I Великий (925—965).